# Vaux-le-Vicomte
Zámek Vaux-le-Vicomte (francouzsky Château de Vaux-le-Vicomte) je francouzský barokní zámek, který leží asi 6 km východně od Melunu ve střední Francii.
Zámek byl zbudován v letech 1656 až 1661 na podnět francouzského ministra financí Nicolase Fouqueta. Architektem byl Louis Le Vau, malířem interiérové výzdoby pak Charles Le Brun (za účasti Pierra Mignarda a Pierra Pugeta) a zahradním architektem André Le Nôtre. Později zámek koupil maršál vévoda de Villars. Od jeho dědiců koupil panství v roce 1764 tehdejší ministr zahraničí César Gabriel de Choiseul de Praslin a jeho potomkům patřil zámek do 19. století. 